# 55331 Putzi
55331 Putzi este un asteroid din centura principală de asteroizi.

## Descriere
55331 Putzi este un asteroid din centura principală de asteroizi. A fost descoperit pe 21 septembrie 2001 la Fountain Hills (Arizona) de Charles W. Juels și Paulo R. Holvorcem. Asteroidul prezintă o orbită caracterizată de o semiaxă mare de 3,12 ua, o excentricitate de 0,19 și o înclinație de 12,2° în raport cu ecliptica.